# Habin-myeon
Habin-myeon (koreanska: 하빈면) är en socken i landskommunen Dalseong-gun i provinsen Daegu, i den centrala delen av Sydkorea, 230 km sydost om huvudstaden Seoul.
Tillsammans med Dasa-eup utgör Habin-myeon den norra delen av Dalseong-gun och är geografiskt fristående från den södra delen av kommunen.